# 2085.
◄ | 20. stoljeće | 21. stoljeće | 22. stoljeće | ►
◄ | 2050-ih | 2060-ih | 2070-ih | 2080-ih | 2090-ih | 2100-ih | 2110-ih | ►
◄◄ | ◄ | 2082. | 2083. | 2084. | 2085. | 2086. | 2087. | 2088. | ► | ►►
Astronomija

## Događaji
- 7. studenoga – Merkurov prijelaz preko Sunčeva diska